# London East (circonscription du Parlement européen)
Avant l’adoption uniforme de la représentation proportionnelle en 1999, le Royaume-Uni utilisait le système uninominal à un tour pour les élections européennes en Angleterre, en Écosse et au pays de Galles. Les conscriptions du Parlement européen utilisées dans ce système étaient plus petites que les circonscriptions régionales les plus récentes et ne comptaient chacune qu'un seul membre au Parlement européen.
La circonscription de London East était l'une d'entre elles.
Lors de sa création en Angleterre en 1979, il se composait des circonscriptions parlementaires du Parlement de Westminster de Barking, Dagenham, Hornchurch, Ilford North, Ilford South, Newham North East, Romford, Upminster et Wanstead and Woodford.

## Membre du Parlement européen
| Élection                    | Élection | Portrait | Membre        | Parti        |
| --------------------------- | -------- | -------- | ------------- | ------------ |
|                             | 1979     |          | Alan Tyrrell  | Conservateur |
|                             | 1984     |          | Carole Tongue | Travailliste |
| 1989                        |          |          | Carole Tongue | Travailliste |
| 1994                        |          |          | Carole Tongue | Travailliste |
| 1999 circonscription abolie |          |          |               |              |